# TK Sparta Prague Open 2020
Il TK Sparta Prague Open 2020 è un torneo professionistico di tennis giocato su campi in terra rossa. Si è disputata una sola edizione a Praga in Repubblica Ceca dal 29 agosto al 6 settembre 2020 sui campi del Tenisového klubu Sparta Praha. 
Il torneo fa parte della categoria WTA 125s con un'eccezionale tabellone a 128 partecipanti per sopperire alla mancanza delle qualificazioni degli US Open 2020con un montepremi di  € 3 125 000 interamente pagato dall'USTA, l'organizzatore dello Slam newyorchese. Inizialmente si doveva svolgere insieme ad un altro evento con sede in Austria, ma alla fine quell'evento è stato cancellato per motivi di prevenzione sanitaria e tutti i partecipanti sono confluiti in questo torneo, da cui è emerso un tabellone di portata così ampia e inusuale per la categoria da valergli l'appellativo di "Slam Challenger". L'evento si è svolto senza pubblico presente.

## Partecipanti

### Teste di serie
| Nazionalità | Giocatore                 | Ranking* | Testa di serie |
| ----------- | ------------------------- | -------- | -------------- |
| Romania     | Monica Niculescu          | 138      | 1              |
| Italia      | Elisabetta Cocciaretto    | 144      | 2              |
| Regno Unito | Harriet Dart              | 147      | 3              |
| Svizzera    | Leonie Küng               | 148      | 4              |
| Spagna      | Lara Arruabarrena         | 150      | 5              |
| Italia      | Sara Errani               | 151      | 6              |
| Italia      | Martina Trevisan          | 153      | 7              |
| Italia      | Giulia Gatto-Monticone    | 156      | 8              |
| Polonia     | Magdalena Fręch           | 158      | 9              |
| Romania     | Irina Bara                | 161      | 10             |
| Romania     | Jaqueline Cristian        | 164      | 11             |
| Argentina   | Nadia Podoroska           | 165      | 12             |
| India       | Ankita Raina              | 166      | 13             |
| Slovacchia  | Jana Čepelová             | 167      | 14             |
| Paesi Bassi | Lesley Pattinama Kerkhove | 168      | 15             |
| Romania     | Elena-Gabriela Ruse       | 169      | 16             |
| Egitto      | Mayar Sherif              | 170      | 17             |
| Slovacchia  | Kristína Kučová           | 173      | 18             |
| Serbia      | Olga Danilović            | 174      | 19             |
| Francia     | Chloé Paquet              | 175      | 20             |
| Spagna      | Cristina Bucșa            | 177      | 21             |
| Stati Uniti | Varvara Lepchenko         | 179      | 22             |
| Regno Unito | Samantha Murray Sharan    | 180      | 23             |
| Slovacchia  | Anna Karolína Schmiedlová | 181      | 24             |
| Paesi Bassi | Indy de Vroome            | 183      | 25             |
| Georgia     | Mariam Bolkvadze          | 184      | 26             |
| Turchia     | Çağla Büyükakçay          | 185      | 27             |
| Bulgaria    | Isabella Shinikova        | 187      | 28             |
| Paesi Bassi | Bibiane Schoofs           | 188      | 29             |
| Messico     | Renata Zarazúa            | 189      | 30             |
| Italia      | Martina Di Giuseppe       | 191      | 31             |
| Slovacchia  | Rebecca Šramková          | 193      | 32             |

* Ranking al 17 agosto 2020.

### Altri partecipanti
I seguenti giocatori hanno ricevuto una wild card per il tabellone principale:
- Nikola Bartůňková
- Sára Bejlek
- Linda Fruhvirtová
- Lucie Havlíčková
- Kristýna Lavičková
- Linda Nosková
- Barbora Palicová
- Darja Viďmanová

I seguenti giocatori sono entrati nel tabellone principale con il ranking protetto:
- Başak Eraydın
- Miriam Kolodziejová
- Sabine Lisicki
- Daria Lopatetska

## Punti
| Evento    | V   | F  | SF | QF | 4T   | 3T   | 2T | 1T | Q    | Q1   |
| Singolare | 160 | 95 | 75 | 57 | 40   | 30   | 20 | 2  | N.D. | N.D. |
| Doppio    | 160 | 95 | 75 | 57 | N.D. | N.D. | 40 | 2  | N.D. | N.D. |

## Montepremi
| Evento    | V        | F        | SF       | QF       | 4T       | 3T       | 2T       | 1T       | Q    | Q1   |
| Singolare | € 48 000 | € 43 000 | € 40 000 | € 36 000 | € 34 000 | € 32 000 | € 18 000 | € 11 000 | N.D. | N.D. |
| Doppio    | € 37 000 | € 35 000 | € 33 000 | € 32 000 | N.D.     | N.D.     | € 26 000 | € 17 000 | N.D. | N.D. |

## Campioni

### Singolare
Kristína Kučová ha sconfitto in finale  Elisabetta Cocciaretto con il punteggio di 6–4, 6–3.

### Doppio
Lidzija Marozava /  Andreea Mitu hanno sconfitto in finale  Giulia Gatto-Monticone /  Nadia Podoroska con il punteggio di 6–4, 6–4.